# Борьба в долине
«Борьба в долине» (араб. صراع في الوادي‎) — египетский фильм 1954 года, драма режиссёра Юсефа Шахина с участием популярных звёзд арабского кино Омара Шарифа и Фатен Хамамы. Кинолента входит в список лидеров советского кинопроката, занимая 580 место, её посмотрели 25,8 млн. кинозрителей СССР.

## Сюжет
О борьбе египетских крестьян против деревенских богатеев, уничтожавших ради собственной выгоды урожай тростника на полях бедняков. Паша, недовольный тем, что сын его управляющего, Ахмед, выучился в Каире в сельскохозяйственном колледже на агронома и теперь, пользуясь своими знаниями, помогает деревенским беднякам поднять урожай своих полей, намеренно затопляет поля, открыв плотину. При этом он приказывает своему племяннику Рияд-бею убить всеми любимого и уважаемого шейха, устраивая всё таким образом, что ответственность за это убийство возлагается на его управляющего. Сын управляющего, Ахмед делает всё возможное, дабы доказать невиновность своего отца, но по его следу идёт сын шейха, чтобы отомстить за смерть своего отца. После финальной смертельной схватки умирающий паша раскрывает правду. Дочь паши Амаль и Ахмед, полюбившие друг друга с малых лет, наконец-то могут пожениться.

## В ролях
- Омар Шариф — Ахмед — дебют в кино
- Фатен Хамама — Амаль
- Абд Аль-Варис Аср — Сареб-эффенди
- Заки Ростом — паша
- Фарид Шауки — Рияд-бей
- Сираг Гомаа — Нафи

## Премьеры
- Египет — 1 марта 1954 года состоялась национальная премьера фильма в Каире[2].
- Франция — в марте 1954 года состоялась европейская премьера фильма в рамках Каннского кинофестиваля[3].
- СССР — фильм демонстрировался в прокате СССР с марта 1956 года[4].
- СССР — фильм был восстановлен и вышел в повторный прокат СССР с 1973 года[5].

## Награды
- Особое упоминание жюри Каннского кинофестиваля за участие в конкурсной программе египетских фильмов «Небо ада» и «Чудовище»[3].

Торжество повествовательного и динамичного кинематографа, который Шахин забросит в конце 60-х гг. В весьма оживлённое повествование вплетаются элементы социальной критики, спрятанные в довольно архаичной структуре простой романтической мелодрамы о Добре и Зле. К описанию реалий родной страны Шахин пытается приспособить типично голливудское понятие «чистого действия». Это понятие и этот метод основаны на постоянном обновлении драматургических перипетий, должны удерживать внимание и любопытство зрителя, не давая ему ни единой секунды передышки. В идеально отшлифованном сюжете, состоящем из серии конфликтов, в безостановочном движении раскрывающих  природу действующих сил Шахин пытается уравновесить рефлексию и зрелищность...